# Komletinci
Komletinci is een plaats in de gemeente Otok (grad) in de Kroatische provincie Vukovar-Srijem. De plaats telt 1897 inwoners (2001).